# Воронівка (Веселинівська селищна громада)
Вороні́вка —  село в Україні, у Веселинівській селищній громаді Вознесенського району Миколаївської області. Населення становить 62 осіб. До 2016 року орган місцевого самоврядування — Токарівська селищна рада.